# Энозис

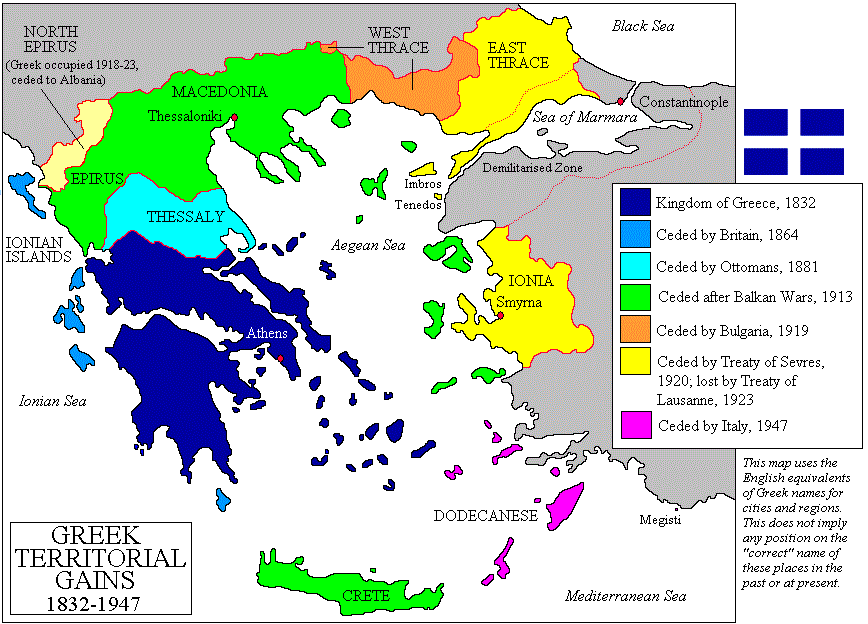
Карта, показывающая территориальные завоевания Греции в период с 1832 по 1947 год

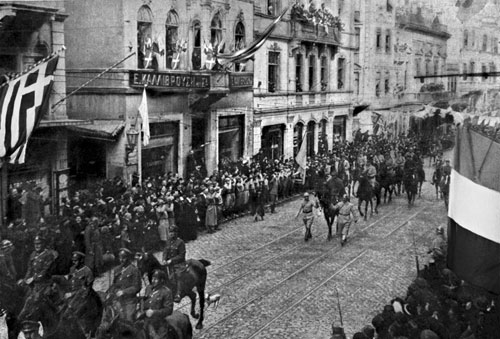
Войска Антанты маршируют во время оккупации Константинополя

Э́нозис (также «эносис», греч. Ένωσις — союз, объединение, единство) — ирредентистское движение за воссоединение с исторической родиной, а также идейные и военные установки на присоединение к суверенной Греции в XIX—XX веках в регионах с преобладающим греко-христианским населением, находящихся под управлением других государств (в первую очередь, Османской империи, позднее Турции, а также Великобритании, Италии, Болгарии, Албании и др.). Движение с одной стороны помогло возродить и сохранить греческий язык и греко-православную культуру на более или менее значительном пространстве, а с другой привело к ряду неразрешённых конфликтов в регионе (в особенности на территории республики Кипр).
Идеи энозиса в первую очередь отвечали интересам греческих меньшинств, составляющих большинство населения некоторых регионов на территории соседних с Грецией государств, в первую очередь в борьбе против турецкого ига; в самой Греции такие устремления также находили национал-патриотический отклик, восходя к традиционной реваншистской концепции восстановления греческого государства в исторических пределах Византийской империи — Великой идеи (Μεγάλη Ιδέα).

## История
Из-за своей долгой истории присутствия в регионе (свыше 3 тыс. лет), греческое население Средиземноморья имело одну из самых сложных демографических ситуаций в Европе конца XIX века, что объяснялось следующими факторами. Так, при формировании демографического ареала и демографической истории греков, чётко выделяются два периода: античный и средневековый, имеющие различные последствия для данного этноса. Древнегреческая колонизация, активное продвижение эллинистической культуры во времена Александра Македонского, второй золотой век эллинизма во времена греко-римского единства под знамёнами Рима, и, наконец, сохранение Восточно-Римской империи благоприятно сказались на положении греческого населения региона, укрепили позиции греческого языка.
Тем не менее, греческий язык и культура на востоке империи оказались по ряду причин менее жизнеспособными, чем романская культура и латынь Западной Римской империи. Уже в VII веке стала очевидной долговременная тенденция большинства греков к концентрации на приморских равнинах и слабом проникновении их во внутренние регионы материка (Балканы, Анатолия). Славяне, массово заселившие Балканы в VI—VIII веках, не ассимилировались, как кельты в Римской Галлии. То же самое, хотя и в меньшей степени, касается валахов и албанцев, сохранявших культурно-языковую автономию в рамках империи.
Особенно показателен пример Анатолии и Леванта, внутренние районы которых, несмотря на длительный эллинистический и византийский период, так и не стали ядром греческой нации. Местные племена (курды, армяне, а также евреи и арамеоязычные нехалкидонские христиане), вероятно, изучали греческий язык лишь на очень поверхностном уровне, но не усваивали его. Это во многом объяснялось их постоянными контактами с более многочисленными, а затем и более могущественными персидско-арабскими государствами. Жизнь и быт средневековых греков под влиянием ислама, вероятно, также ориентализировались до такой степени, что греки сами тяготели к восточным языкам и культурам, а потому греческий язык и культура потеряли привлекательность в глазах других народов империи.
В результате ассимиляционных процессов Малая Азия, бывшая почти полностью христианской и грекоязычной ещё в XII веке, к началу XV века превратилась в населенную мусульманами тюркоязычную территорию, где греческое население присутствовало главным образом лишь на узкой прибрежной полосе на севере и западе полуострова, а внутри сохранялось только в виде ряда изолированных анклавов так называемого каппадокийского наречия.

## Предпосылки
Историю современной Греции принято отсчитывать от провозглашения и окончательного признания независимости королевства Греция в 1830 году. Однако на территории независимой Греции тогда проживало лишь около шестой части греков Средиземноморья (около 0,8 млн из 5 миллионов). Поэтому вплоть до 1970-х годов главным вектором внутренней и внешней политики были планы по восстановлению греческого единства, получившие в XIX веке название Великой идеи (греч. Μεγάλη Ιδέα), а на сопредельных греческих территориях возник термин энозис, или стремление к воссоединению с Грецией. Новое государство было крайне слабо экономически и имело чрезвычайно ограниченные минерально-сырьевые ресурсы, а потому находилось в постоянной полуколониальной зависимости от более развитых стран Запада, определявших в значительной степени и внутреннюю политику Греции, тяготевшей к авторитарным формам правления.

## Присоединение Ионических островов
30 мая 1864 года английский лорд-комиссар передал власть над Ионийскими островами греческому королевскому уполномоченному. 80 ионийских депутатов вошли в афинский парламент. Население Греции увеличилось на 200 000 человек. Новые её владения были к тому же не так разорены, как остальная часть королевства.

## Движение за объединение Крита с Грецией
В 1908 году, воспользовавшись внутренними беспорядками в Турции, а также приближением окончания срока руководства Заимиса на острове, критские депутаты в одностороннем порядке объявили о создании союза с Грецией, но этот акт не был признан Грецией до октября 1912 года и на международном уровне до 1913 года, вплоть до Балканских войн.
По Лондонскому договору султан Мехмед V отказался от официальных прав на остров. В декабре греческий флаг был поднят над крепостью в Ханье, и Крит официально стал частью греческого королевства. Небольшое и быстро сокращавшееся задолго до момента энозиса мусульманское меньшинство Крита первоначально осталось на острове, но позже переселилось в Турцию, в соответствии с общим обменом населением в 1923 году по Лозаннскому договору между Турцией и Грецией.

## Движение за объединение Кипра с Грецией
Кипр с 1571 года находился в составе Османской империи. Его населяли как греки, так и турки.
Перед Берлинским конгрессом 1878 года, на котором должно было состояться подведение итогов неудачной для Османской империи русско-турецкой войны, Османская империя и Великобритания заключили секретную Кипрскую конвенцию, в соответствии с которой Великобритания заключала с Османской империей оборонительный союз, получая взамен право на оккупацию Кипра и управление им. Британская администрация на Кипре заигрывала то с греческой, то с турецкой элитами. Именно в этот период начали распространяться идеи энозиса — присоединения Кипра к Греции.
По переписи населения 1911 года на Кипре проживало 274 108 человек, из которых 214 480 были греками. Таким образом, турецкая община, бывшая в меньшинстве, не могла активно влиять на греческое национальное движение на острове. Набирающее силу среди греков-киприотов политическое движение за энозис совпало с началом Балканских войн. Во время Первой балканской войны 6 декабря 1912 года архиепископ кипрский Кирилл II и греческие депутаты Законодательного совета Кипра направили свое обращение к британскому правительству с просьбой о предоставлении права на энозис. Однако от британского правительства пришел лишь ответ, что письмо получено. 18 марта 1913 года Законодательный совет Кипра проголосовал за осуществление энозиса, но британские власти заявили, что никаких изменений на Кипре в пользу присоединения к Греции быть не может.
В 1915 году, во время Первой мировой войны, Великобритания сделала Греции секретное предложение вступить в войну на стороне Антанты в обмен на передачу ей Кипра. Но тогда греческие власти отклонили это предложение, заявив, что отказ от нейтралитета в обмен на территориальное приобретение не соответствует национальным интересам страны.
Вновь вопрос о энозисе возник после окончания Первой мировой войны. 5 декабря 1918 года кипрский архиепископ Кирилл III во главе кипрской делегации отправился в Лондон, чтобы передать британскому правительству просьбу решить дальнейшую судьбу острова в пользу воссоединения с Грецией. В августе 1919 года кипрская делегация прибыла из Лондона на Парижскую мирную конференцию, чтобы представить кипрский проект широкой общественности. Но кипрский вопрос воспринимался как чисто британская проблема, поэтому кипрской делегации было заявлено, что ни о каком международном урегулировании этого вопроса речи быть не может. 26 октября 1920 года британское министерство по делам колоний официально объявило о решении оставить Кипр под британским управлением.

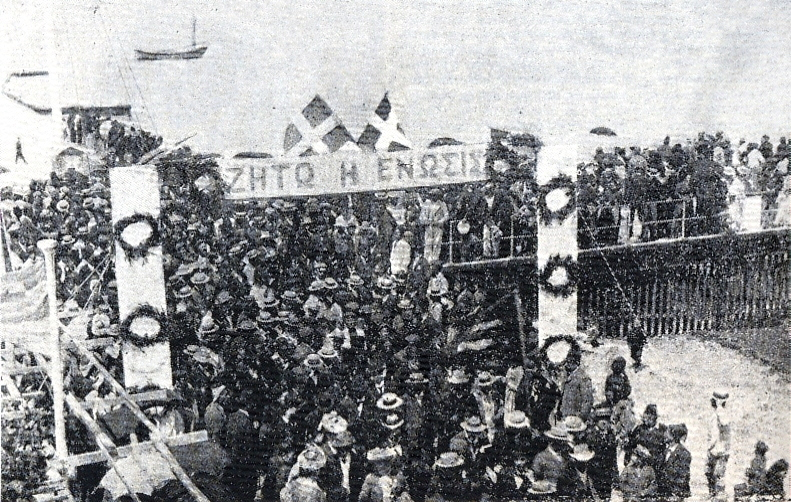
Демонстрация на Кипре за энозис в 1930-е годы

В период между двумя мировыми войнами лидеры турок-киприотов, противодействуя лозунгу энозиса, стали требовать сохранить на Кипре британское господство или возвратить остров Турции. В октябре 1931 года на Кипре демонстрация греков с требованиями об энозисе переросла в восстание. После Второй мировой войны турками-киприотами, как альтернатива энозису, была выдвинута идея таксима, по которой остров предлагалось поделить на две части с последующим присоединением этих частей к Греции и Турции соответственно, эта идея была поддержана Турцией. В 1950 году состоялся неофициальный референдум, на котором греки проголосовали за энозис (96 %), однако турецкая община острова бойкотировали данный референдум.
В 1955 году Национальная организация кипрских борцов (ЭOKA), состоящая из этнических греков, начала вооружённую борьбу за независимость от британского правления и объединения Кипра с Грецией. В свою очередь, турки-киприоты создали Турецкую организацию обороны (ТМТ), выступавшую за раздел Кипра. В 1959 году были подписаны Лондонско-Цюрихские соглашения, в соответствии с которыми Кипр стал единым независимым государством, а Греция, Турция и Великобритания выступали в качестве держав-гарантов независимости нового государства.
К моменту получения Кипром независимости в 1960 году численность турецкого и греческого населения острова соотносилась как один к пяти. Конституция Кипра предусматривала консоциации — формирования органов власти острова с учетом квот от каждой общины. Президент избирался из числа греков-киприотов, а вице-президент — из числа турок. Правительство состояло из 10 членов — семерых от греческой общины и троих от турецкой. Такое же соотношение представителей общин — 70 к 30 — было в парламенте и других политических институтах.
Вице-президент из числа турок мог налагать вето на любой закон. Греки начали угрожать туркам энозисом, после чего на острове начался межэтнический конфликт и туда были направлены миротворческие войска ООН. Десятилетнее пребывание вооруженных сил ООН на Кипре завершилось военным переворотом 1974 года, когда радикальная группировка греков-киприотов, при поддержке «черных полковников» из Греции свергла более умеренного президента Кипра архиепископа Макариоса III. После этого новые власти планировали совершить энозис, однако Турция, как одна из трёх держав-гарантов, высадила на Кипре тридцатитысячный военный корпус и заняла около 37 % территории острова.
В результате произошло переселение всех турок на север острова, а всех греков — на юг. Конфликтующие стороны были разделены так называемой «зелёной линией» — буферной зоной ООН. Перемещение через демаркационную линию стало почти невозможным. Был создан физический и социальный барьер между греческой и турецкой общинами.
Спустя почти десять лет, в 1983 году, северная турецкая община самопровозгласила себя Турецкой Республикой Северного Кипра, однако новообразованное государство признала только Турция.